# Kanotpolo

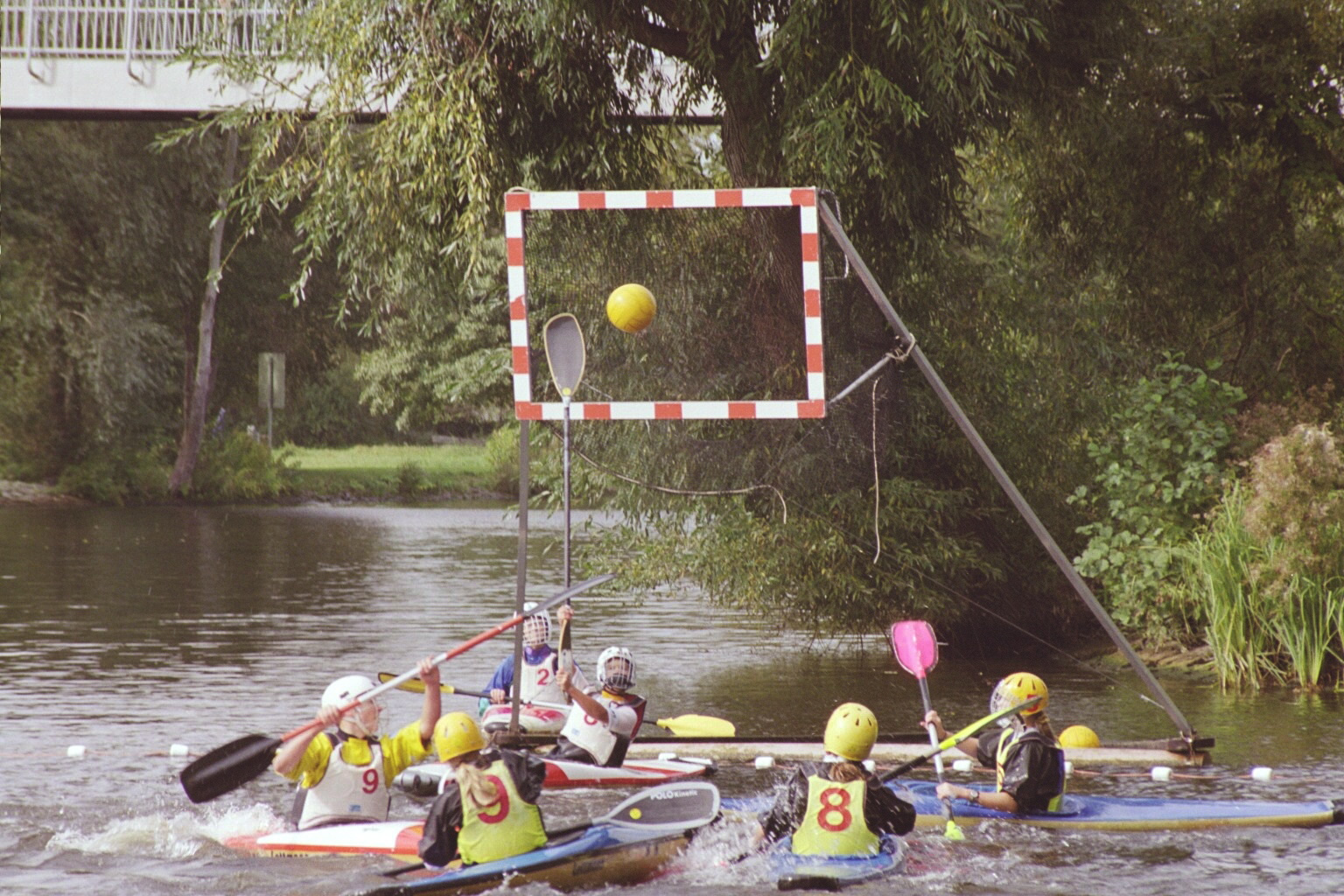
Kanotpolo

Kanotpolo (även kallad kajakpolo i vissa länder) är en lagsport som spelas på en begränsad spelplan med mål som hänger 2 meter över vatten ytan på respektive sida. I varje match spelar två lag om vardera fem spelare med en boll (modell vattenpoloboll). Målet är att få bollen i motståndarnas mål.

## Historia
Första dokumenterade ursprunget till kanotpolo sägs vara en engelsk artikel från “The Graphic”, september 1880, som beskriver en sport i Skottland där män ridande på trätunnor spelade med någon typ av paddlar och boll. Kring 1920 började kanotklubbar i Tyskland spela en form av sporten, men där målen var lika de som används i vattenpolo. Tyska mästerskap och turneringar hölls redan på denna tiden. Sporten spreds snabbt i mellaneuropa under första halvan av 1900-talet, men det var först i slutet på 1980-talet som internationella regler började slå igenom för att sedan i en första version spikas 1992 av International Canoe Federation (I.C.F).
I Sverige infördes kanotpolo 1973 av Köpings kanotklubb, då med de tyska reglerna och målen som var placerade på vattenlinjen. Även i Sverige började man i slutet på 1980-talet övergå till de internationella reglerna. Sporten har genom åren spridit sig i Sverige och spelas numera hos ett 15-tal klubbar, både som tävlingsidrott och som kompletteringsträning till andra kanotgrenar. Regelbundna turneringar genomförs numera på flera platser året om. Svenska mästerskap har hållits sen 2003 (se SM i kanotpolo) och ett svenskt landslag representerades för första gången på VM 2002 i Tyskland. Sedan dess har den nationella utvecklingen gått snabbt framåt och Sverige tillhör numera världens topp 15, både på dam- och herrsidan.

## Spelregler
I Sverige spelas kanotpolo det helt enligt de internationella reglerna utfärdade av International Canoe Federation (I.C.F). Det som följer är en enkel översikt av dessa regler.

### Spelplan

Kanotpolobana.

Spelplanen skall vara rektangulär och ha ett längd, breddförhållande 3:2, där det är möjligt. Minsta längd är 25 meter och längsta är 50 meter. Normal internationell standard är 35x23 meter. Vattnet över spelplanen skall vara stillastående och minst 90 cm djupt. Det måste vara fritt från hinder 3 meter uppåt, och minst 5 meter takhöjd ovanför spelplanen.
Båda långsidorna skall vara fria från hinder för domarna.
Målen skall vara placerade mitt över varje mållinje med den undre ribbans sida 2 meter över vattenytan. Målens innermått skall vara 1 x 1,5 meter, och de skall hänga vertikalt.

### Utrustning
Bollen skall vara en vattenpoloboll eller liknande och vara 68,5 – 70 cm i omkrets. Bollen skall väga 400 – 500 gram.
Längden på kajakerna får ej vara mer än 3 meter och inte mindre än 2 meter. Bredden på kajakerna får ej vara mer än 60 cm och inte mindre än 50 cm. För och akter får inte ha en horisontell radie understigande 10 cm. För och akter får inte ha en vertikal radie understigande 5 cm. Stötdämpande material måste sitta ordentligt fast i både för och akter. Minsta torrvikt är 7 kg.
En dubbelpaddel per spelare. Bladen får ej vara större än 25 x 50 cm. Det får inte heller finnas någon radie mindre än 3 cm. Paddeln får ej ha några vassa kanter eller andra farliga delar (metallskodda paddlar är ej tillåtna, tejpade eller inte).

### Lagen
Varje lag får ha max 8 spelare per match. Det får aldrig vara fler än 5 spelare på plan samtidigt.
Alla spelare i ett lag bör ha samma färg på kajak, flytväst och hjälm. Alla spelare bör ha nummer på flytväst och hjälm.
Alla spelare måste bära skyddshjälm. Skydd på överkroppen (flytväst) måste användas. Spelarna får ej ha någon annan utrustning än ovanstående.

### Regler under match
En kanotpolomatch spelas normalt 2 x 10 minuter, om inte förlängning eller straffar måste användas. Halvtidsvilan är normalt 3 min. Vinnare är det lag som gjort flest mål när speltiden är slut. Bollen spelas normalt med händerna men även paddeln får användas om ingen utsätts för fara av användandet. Om bollen förs så den vidrör antingen någon av sidlinjerna eller en tänkt vägg som reses vid sidlinjerna så går bollen över till motståndarna, antingen i form av inkast vid långsidorna eller hörna respektive målvaktens boll vid kortsidorna. Mål utdöms till laget om hela bollen har passerat motståndarens målram.

### Tacklingar
Tacklingar får genomföras på den spelare som för tillfället har bollen under sin kontroll. En tackling genomförs med en hand mot motståndarens axel för att om möjligt trycka runt motståndaren och därmed tvinga denne till en eskimåsväng.